# Тростнянки
Тростнянки (лат. Hyperolius) — род бесхвостых земноводных из семейства прыгуний.

## Описание

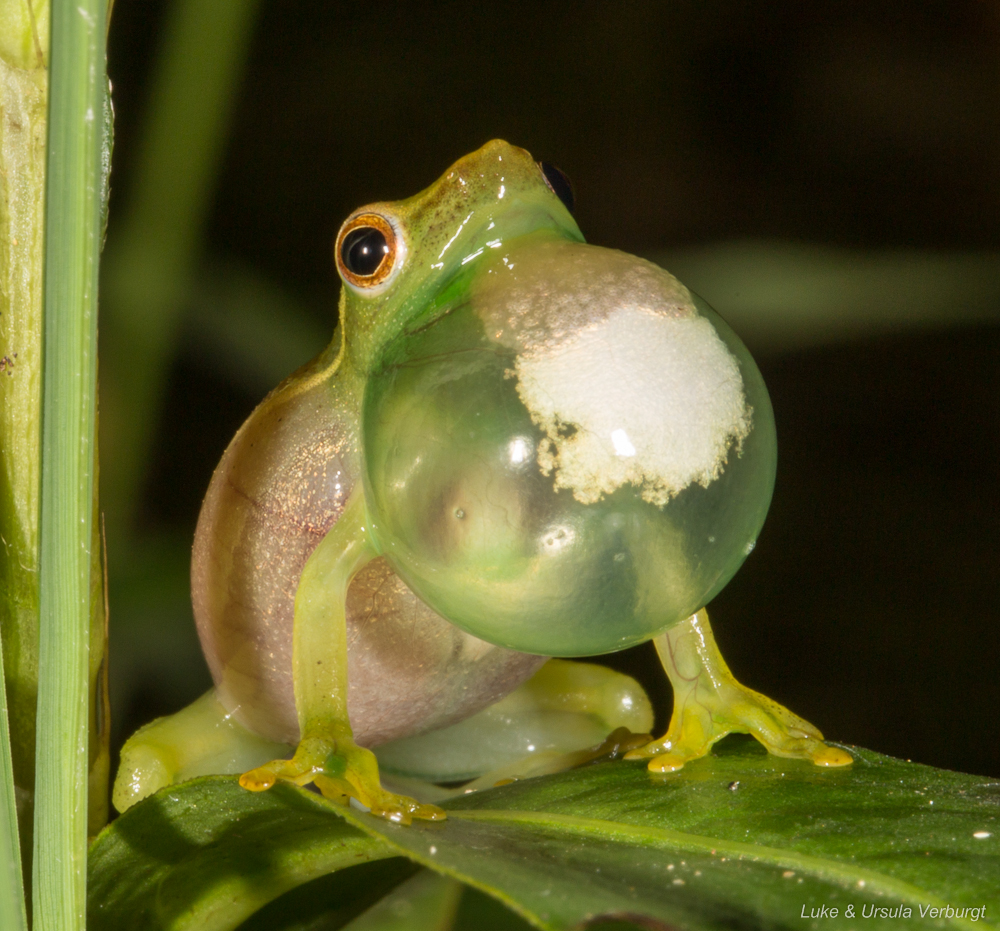
Поющий самец Hyperolius acuticeps

Это лягушки мелких размеров со стройным вытянутым телом, внешне очень похожи на представителей близкого рода Afrixalus. Отличительной особенностью является горизонтальный зрачок. У большинства видов самцы немного мельче самок. Самцы имеют развитый горловой мешок. Барабанная перепонка обычно плохо заметна. На концах пальцев есть присоски, перепонка на лапах присутствует, однако неодинаково развита у разных видов. Кожа гладкая с большим количеством хорошо выраженных желёз.
Окраска очень яркая. Тростнянки проявляют чудеса маскировки, имитируя листья различных растений, травинки и сухие листья. Окраска вида зависит от субстрата, на котором он живёт. Основные цвета: зелёный, бурый, черный или беловатый. Для этих амфибий достаточно характерен рисунок из разного цвета полос или расположенных продольными рядами пятен.

## Образ жизни
Обитают в саваннах, кустарниках и лесах. Значительное время проводят на деревьях. Активны преимущественно в сумерках. Питаются мелкими беспозвоночными.

## Размножение
Для размножения используют различные временные стоячие водоёмы. Большинство видов приклеивают кладки на листья и злаки водных растений, расположенных высоко над поверхностью воды. Несколько видов откладывают икру в воду.

## Распространение
Ареал рода охватывает всю Африку к югу от Сахары.

## Классификация
На ноябрь 2018 года в род включают 146 видов:
- Hyperolius acuticephalus Ahl, 1931
- Hyperolius acuticeps Ahl, 1931
- Hyperolius acutirostris Buchholz & Peters, 1875 — Белопятнистая тростнянка
- Hyperolius ademetzi Ahl, 1931
- Hyperolius adspersus Peters, 1877 — Зернистая тростнянка
- Hyperolius albofrenatus Ahl, 1931 — Танганьикская тростнянка
- Hyperolius argus Peters, 1854 — Золотистая тростнянка
- Hyperolius atrigularis Laurent, 1941 — Заирская тростнянка
- Hyperolius balfouri (Werner, 1908) — Лесостепная тростнянка, или абиссинская тростнянка
- Hyperolius baumanni Ahl, 1931 — Краснобрюхая тростнянка
- Hyperolius benguellensis (Bocage, 1893) — Саванная тростнянка
- Hyperolius bicolor Ahl, 1931 — Луандская тростнянка
- Hyperolius bobirensis Schiøtz, 1967 — Ганская тростнянка
- Hyperolius bocagei Steindachner, 1867 — Тростнянка Бокажа
- Hyperolius bolifambae Mertens, 1938 — Краснолапая тростнянка
- Hyperolius bopeleti Amiet, 1980 — Прибрежная тростнянка
- Hyperolius brachiofasciatus Ahl, 1931 — Короткополосая тростнянка
- Hyperolius burgessi Loader, Lawson, Portik & Menegon, 2015
- Hyperolius camerunensis Amiet, 2004
- Hyperolius castaneus Ahl, 1931 — Каштановая тростнянка
- Hyperolius chelaensis Conradie, Branch, Measey & Tolley, 2012
- Hyperolius chlorosteus (Boulenger, 1915) — Точечная тростнянка
- Hyperolius chrysogaster Laurent, 1950 — Желтобрюхая тростнянка
- Hyperolius cinereus Monard, 1937
- Hyperolius cinnamomeoventris Bocage, 1866 — Габонская тростнянка
- Hyperolius concolor (Hallowell, 1844) — Остромордая тростнянка
- Hyperolius constellatus Laurent, 1951
- Hyperolius cystocandicans Richards & Schiøtz, 1977 — Прозрачная тростнянка
- Hyperolius dartevellei Laurent, 1943
- Hyperolius davenporti Loader, Lawson, Portik & Menegon, 2015
- Hyperolius diaphanus Laurent, 1972 — Ночная тростнянка
- Hyperolius dintelmanni Lötters & Schmitz, 2004
- Hyperolius discodactylus Ahl, 1931 — Жужжащая тростнянка, или дископалая тростнянка
- Hyperolius drewesi Bell, 2016
- Hyperolius endjami Amiet, 1980 — Камерунская тростнянка
- Hyperolius ferrugineus Laurent, 1943
- Hyperolius friedemanni Mercurio at al., 2013
- Hyperolius frontalis Laurent, 1950 — Белобрюхая тростнянка
- Hyperolius fuscigula Bocage, 1866
- Hyperolius fusciventris Peters, 1876 — Темнобрюхая тростнянка
- Hyperolius ghesquieri Laurent, 1943
- Hyperolius glandicolor Peters, 1878
- Hyperolius gularis Ahl, 1931
- Hyperolius guttulatus Günther, 1858 — Пёстрая тростнянка, или лагосская пеструнья
- Hyperolius horstockii (Schlegel, 1837) — Аронниковая тростнянка
- Hyperolius houyi Ahl, 1931
- Hyperolius howelli Du Preez at al., 2013
- Hyperolius hutsebauti Laurent, 1956
- Hyperolius igbettensis Schiøtz, 1963
- Hyperolius inornatus Laurent, 1943
- Hyperolius inyangae Channing at al., 2013
- Hyperolius jackie Dehling, 2012
- Hyperolius jacobseni Channing at al., 2013
- Hyperolius kachalolae Schiøtz, 1975 — Замбийская тростнянка
- Hyperolius kibarae Laurent, 1957
- Hyperolius kihangensis Schiøtz & Westergaard, 1999
- Hyperolius kivuensis Ahl, 1931 — Скрипучая тростнянка, или вулканическая тростнянка
- Hyperolius koehleri Mertens, 1940 — Шиповатая тростнянка
- Hyperolius kuligae Mertens, 1940
- Hyperolius lamottei Laurent, 1958 — Тростнянка Ламотта
- Hyperolius langi Noble, 1924
- Hyperolius lateralis Laurent, 1940 — Пятнистобокая тростнянка
- Hyperolius laticeps Ahl, 1931 — Тоголезская тростнянка
- Hyperolius laurenti Schiøtz, 1967 — Тростнянка Лорана
- Hyperolius leleupi Laurent, 1951
- Hyperolius leucotaenius Laurent, 1950 — Белополосая тростнянка
- Hyperolius lucani Rochebrune, 1885 — Кабиндская тростнянка
- Hyperolius lupiroensis Channing at al., 2013
- Hyperolius maestus Rochebrune, 1885
- Hyperolius major Laurent, 1957
- Hyperolius marginatus Peters, 1854 — Замбезийская тростнянка
- Hyperolius mariae Barbour & Loveridge, 1928
- Hyperolius marmoratus Rapp, 1842 — Разноцветная тростнянка, или белолобая тростнянка, или мозамбикская тростнянка, или серебристая прыгунья
- Hyperolius microps Günther, 1864
- Hyperolius minutissimus Schiøtz, 1975 — Тростнянка-малютка
- Hyperolius mitchelli Loveridge, 1953
- Hyperolius molleri (Bedriaga, 1892) — Островная тростнянка
- Hyperolius montanus (Angel, 1924) — Оранжевоногая тростнянка
- Hyperolius mosaicus Perret, 1959 — Мозаичная тростнянка
- Hyperolius nasicus Laurent, 1943
- Hyperolius nasutus Günther, 1865 — Малая тростнянка
- Hyperolius nienokouensis Rödel, 1998
- Hyperolius nimbae Laurent, 1958
- Hyperolius nitidulus Peters, 1875 — Колокольчиковая тростнянка
- Hyperolius nobrei (Ferreira, 1906)
- Hyperolius obscurus Laurent, 1943
- Hyperolius occidentalis Schiøtz, 1967 — Сьерра-леонская тростнянка
- Hyperolius ocellatus Günther, 1858 — Глазчатая тростнянка
- Hyperolius olivaceus Peters, 1876
- Hyperolius orkarkarri Drewes, 1997
- Hyperolius parallelus Günther, 1858 — Параллельная тростнянка, или красно-чёрная тростнянка
- Hyperolius pardalis Laurent, 1948 — Леопардовая тростнянка
- Hyperolius parkeri Loveridge, 1933 — Тростнянка Паркера
- Hyperolius phantasticus (Boulenger, 1899) — Фантастическая тростнянка, или тростнянка Шабано
- Hyperolius pickersgilli Raw, 1982 — Натальская тростнянка
- Hyperolius picturatus Peters, 1875 — Бурая тростнянка
- Hyperolius pictus Ahl, 1931 — Обманчивая тростнянка
- Hyperolius platyceps (Boulenger, 1900) — Ангольская тростнянка, или тростнянка Феррейры
- Hyperolius polli Laurent, 1943
- Hyperolius polystictus Laurent, 1943
- Hyperolius poweri Loveridge, 1938
- Hyperolius protchei Rochebrune, 1885
- Hyperolius pseudargus Schiøtz & Westergaard, 1999
- Hyperolius puncticulatus (Pfeffer, 1893) — Окаймлённая тростнянка
- Hyperolius pusillus (Cope, 1862) — Стеклянная тростнянка
- Hyperolius pustulifer Laurent, 1940
- Hyperolius pyrrhodictyon Laurent, 1965
- Hyperolius quadratomaculatus Ahl, 1931 — Танзанийская тростнянка
- Hyperolius quinquevittatus Bocage, 1866 — Пятиполосая тростнянка, или конголезская пятилинейная лягушка
- Hyperolius raymondi Conradie, Branch & Tolley, 2013
- Hyperolius rhizophilus Rochebrune, 1885
- Hyperolius rhodesianus Laurent, 1948
- Hyperolius riggenbachi (Nieden, 1910) — Иероглифическая тростнянка
- Hyperolius robustus Laurent, 1979
- Hyperolius rubrovermiculatus Schiøtz, 1975 — Кенийская тростнянка
- Hyperolius ruvuensis Barratt, Lawson & Loader, 2017
- Hyperolius rwandae Dehling at al., 2013
- Hyperolius sankuruensis Laurent, 1979
- Hyperolius schoutedeni Laurent, 1943
- Hyperolius semidiscus Hewitt, 1927 — Желтополосая тростнянка
- Hyperolius sheldricki Duff-MacKay & Schiøtz, 1971
- Hyperolius soror (Chabanaud, 1921)
- Hyperolius spatzi Ahl, 1931
- Hyperolius spinigularis Stevens, 1971 — Колючегорлая тростнянка
- Hyperolius steindachneri Bocage, 1866 — Тростнянка Штайндахнера
- Hyperolius stenodactylus Ahl, 1931 — Узкопалая тростнянка
- Hyperolius stictus Conradie et al., 2018
- Hyperolius substriatus Ahl, 1931
- Hyperolius swynnertoni FitzSimons, 1941
- Hyperolius sylvaticus Schiøtz, 1967 — Лесная тростнянка
- Hyperolius tanneri Schiøtz, 1982 — Болотная тростнянка
- Hyperolius thomensis Bocage, 1886 — Сан-томийская тростнянка
- Hyperolius thoracotuberculatus Ahl, 1931 — Загадочная тростнянка
- Hyperolius tornieri Ahl, 1931 — Тростнянка Торнира
- Hyperolius torrentis Schiøtz, 1967 — Ручьевая тростнянка
- Hyperolius tuberculatus (Mocquard, 1897) — Бугорчатая тростнянка
- Hyperolius tuberilinguis Smith, 1849 — Металлическая тростнянка, или бугорчатоязычная веслоногая лягушка
- Hyperolius ukwiva Loader, Lawson, Portik & Menegon, 2015
- Hyperolius veithi Schick et al., 2010
- Hyperolius vilhenai Laurent, 1964
- Hyperolius viridiflavus (Duméril & Bibron, 1841) — Изменчивая тростнянка, или эфиопская тростнянка
- Hyperolius viridigulosus Schiøtz, 1967 — Зеленогорлая тростнянка
- Hyperolius viridis Schiøtz, 1975 — Зелёная тростнянка
- Hyperolius watsonae Pickersgill, 2007
- Hyperolius wermuthi Laurent, 1961 — Тростнянка Вермута
- Hyperolius xenorhinus Laurent, 1972 — Широкомордая тростнянка
- Hyperolius zonatus Laurent, 1958 — Молчаливая тростнянка

## Фото

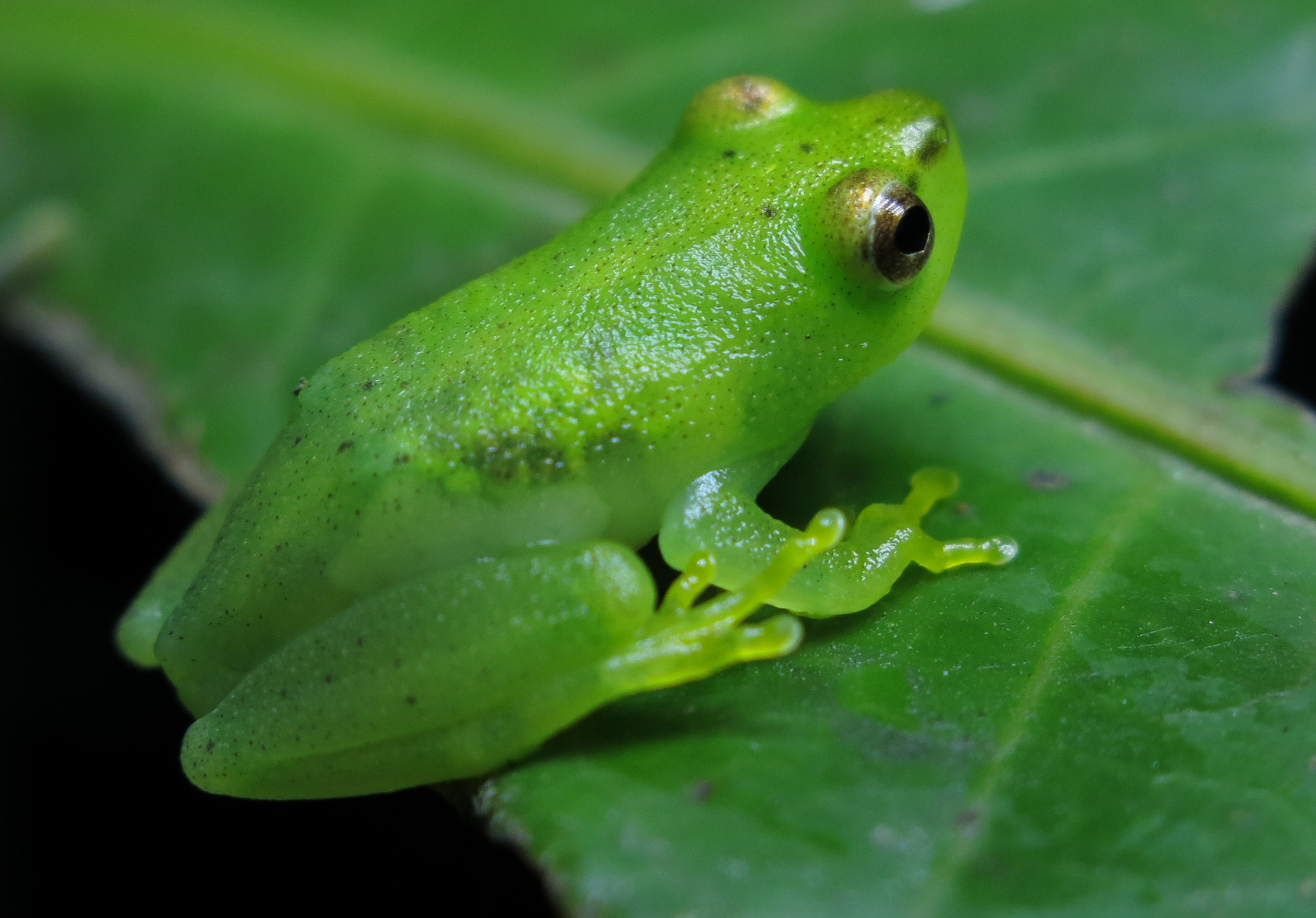
Стеклянная тростнянка
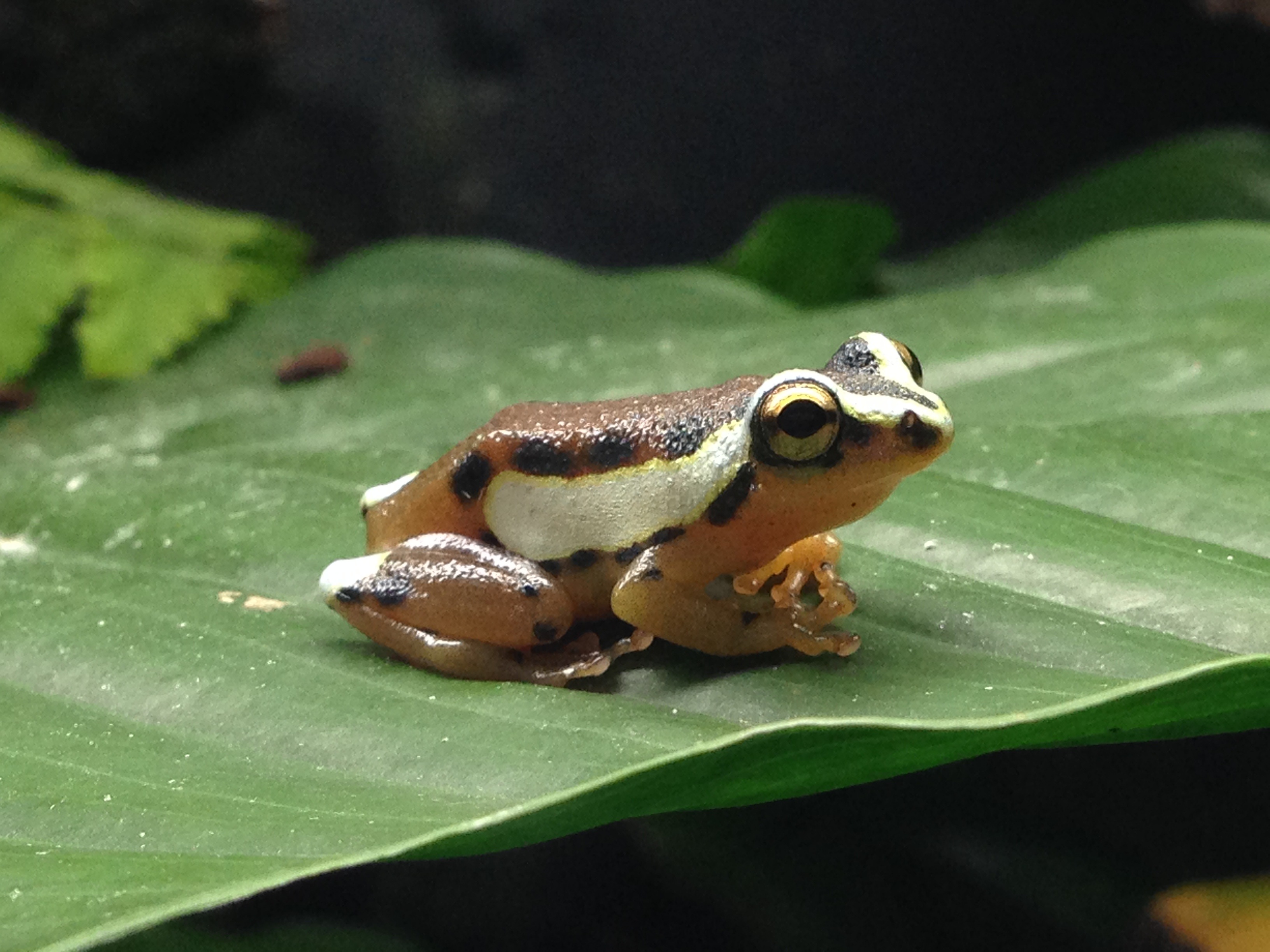
Hyperolius mitchelli
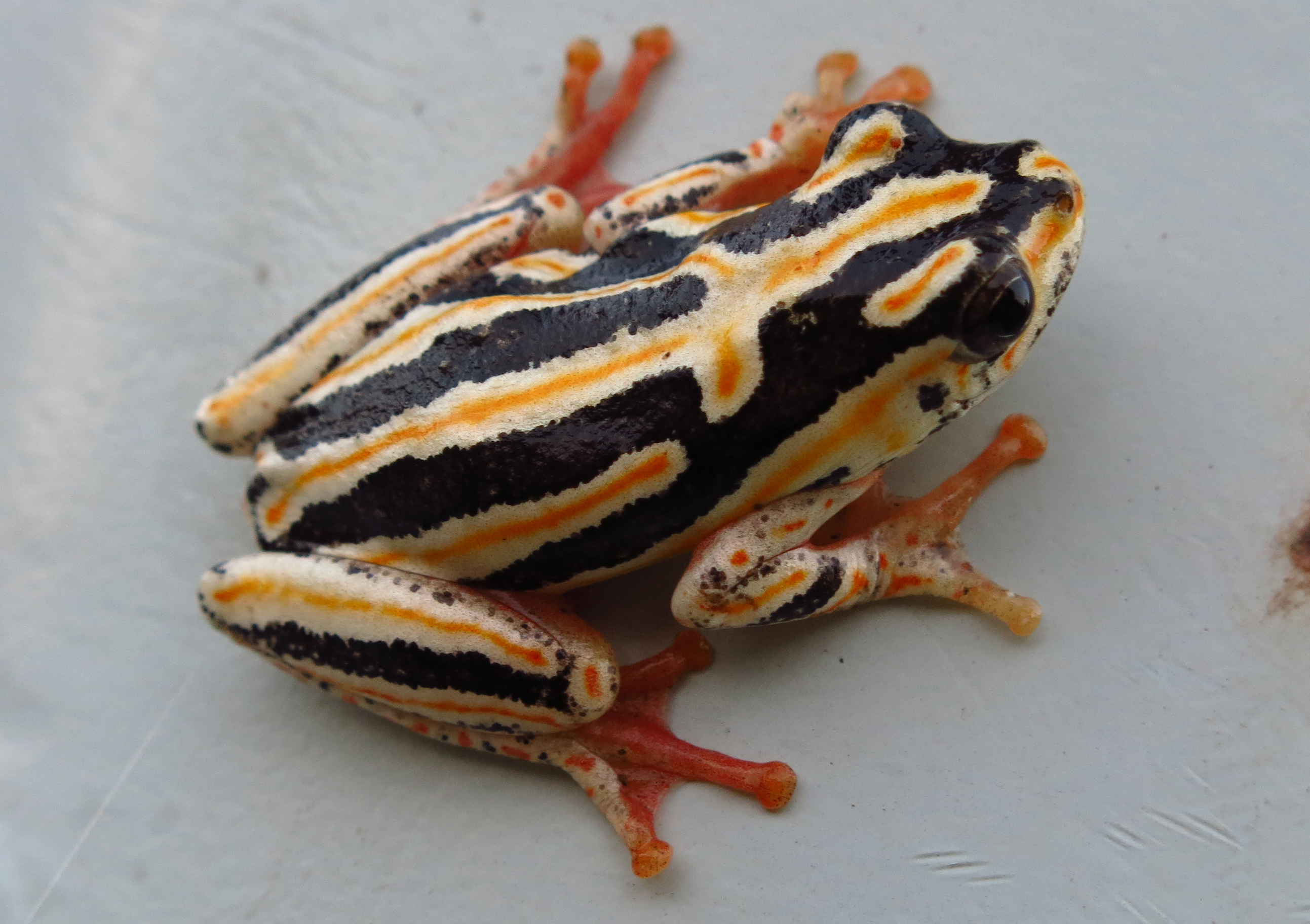
Разноцветная тростнянка
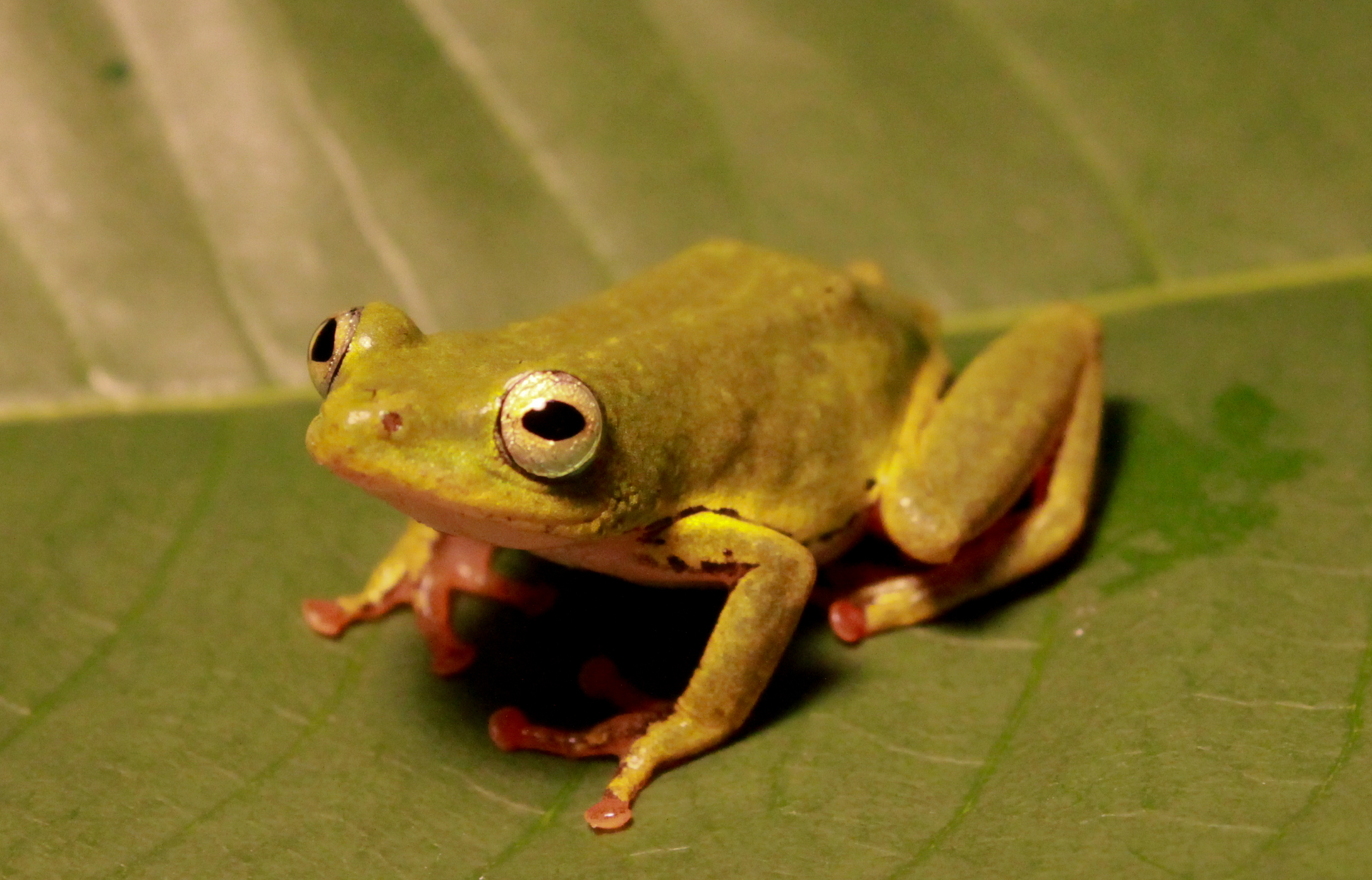
Габонская тростнянка